# Piotr Żuszma
Piotr Jauhienawicz Żuszma (biał. Пётр Яўгенавіч Жушма, ros. Пётр Евгеньевич Жушма, Piotr Jewgienjewicz Żuszma; ur. 20 grudnia 1963 w Krasnym w rejonie janowskim) – białoruski polityk, deputowany do Rady Najwyższej Republiki Białorusi XIII kadencji, w latach 1996–2000 deputowany do Izby Reprezentantów Republiki Białorusi I kadencji.

## Życiorys

### Młodość i praca
Urodził się 20 grudnia 1963 roku we wsi Krasne, w rejonie janowskim obwodu brzeskiego Białoruskiej SRR, ZSRR. W 1989 roku ukończył Białoruski Uniwersytet Państwowy im. Lenina, uzyskując wykształcenie historyka politologa. Pracował w latach 1992–1993 jako kierownik wydziału w Białoruskim Centrum Współpracy Międzynarodowej i Turystyki Ministerstwa Edukacji Republiki Białorusi, w latach 1993–1994 jako kierownik wydziału w Instytucie Przekwalifikowania Kadr w Ministerstwie Edukacji Republiki Białorusi, w latach 1994–1996 jako zastępca kierownika Służby Kontroli przy Prezydencie Republiki Białorusi. W 1995 roku pełnił funkcję głównego specjalisty służby kontroli, pomocnika zastępcy Kierownika Administracji Prezydenta Republiki Białorusi. Od 1991 do 1995 roku był członkiem Partii Zgody Ludowej.

### Działalność parlamentarna
W pierwszej turze wyborów parlamentarnych 14 maja 1995 roku został wybrany na deputowanego do Rady Najwyższej Republiki Białorusi XIII kadencji z Janowskiego Okręgu Wyborczego Nr 19. 9 stycznia 1996 roku został zaprzysiężony na deputowanego. Od 23 stycznia pełnił w Radzie Najwyższej funkcję członka Stałej Komisji ds. Międzynarodowych. Należał do socjaldemokratycznej frakcji „Związek Pracy”. 1 kwietnia został członkiem stałej delegacji Rady do Zgromadzenia Parlamentarnego OBWE. Od 3 czerwca był członkiem grupy roboczej Rady Najwyższej ds. współpracy z Bundestagiem Republiki Federalnej Niemiec. Poparł dokonaną przez prezydenta Alaksandra Łukaszenkę kontrowersyjną i częściowo nieuznaną międzynarodowo zmianę konstytucji. 27 listopada 1996 roku przestał uczestniczyć w pracach Rady Najwyższej i wszedł w skład utworzonej przez prezydenta Izby Reprezentantów Zgromadzenia Narodowego Republiki Białorusi I kadencji. Pełnił w niej funkcję członka Komisji ds. Międzynarodowych i Kontaktów ze Wspólnotą Niepodległych Państw. Był jednym z niewielu deputowanych do Izby Reprezentantów utrzymujących kontakty z niezależną prasą. Zgodnie z Konstytucją Białorusi z 1994 roku jego mandat deputowanego do Rady Najwyższej zakończył się 9 stycznia 2000 roku; kolejne wybory do tego organu jednak nigdy się nie odbyły. Jego kadencja w Izbie Reprezentantów zakończyła się 21 listopada 2000 roku.

## Życie prywatne
Piotr Żuszma jest żonaty, ma córkę. W 1995 roku jako miejsce zamieszkania podawał miasto Mińsk i położone w jego pobliżu osiedle Lasny.